# Lexicale decisie
Lexicale decisie is een onderzoeksmethode die wordt toegepast in psychologisch en psycholinguïstisch onderzoek. In een lexicale decisie krijgt een persoon een aantal letterreeksen te zien, meestal op een beeldscherm, die ofwel een woord ofwel een pseudowoord of nonwoord zijn. De taak van de deelnemer is om zo snel mogelijk te beslissen of de letterreeks die hij ziet een woord is. Hierbij wordt de reactietijd gemeten; ook het foutenpercentage wordt dikwijls geanalyseerd. De lexicale decisietaak wordt veel toegepast bij onderzoek naar de organisatie van het semantisch geheugen en het mentale lexicon. Er bestaat ook een auditieve versie van deze taak, waarbij de deelnemer een aantal woorden en nonwoorden te horen krijgt. 
De aangeboden woorden en nonwoorden verschillen op een aantal punten (condities) van elkaar. Een bekend effect is dat van lexicale frequentie: een woord dat vaak voorkomt wordt sneller herkend dan een woord dat niet zo vaak voorkomt. Een lexicale decisietaak kan ook worden gebruikt om priming-effecten te onderzoeken. De targetstimuli (de stimuli waarover een beslissing moet worden genomen) worden dan voorafgegaan door een prime. Woorden worden sneller herkend wanneer zij voorafgegaan worden door een semantisch gerelateerd woord dan wanneer zij voorafgegaan worden door een ongerelateerd woord. Dit wordt verklaard door middel van de aanname van (automatische) spreidende activatie.